# Demonax himalayanus
Demonax himalayanus är en skalbaggsart som först beskrevs av Maurice Pic 1912.  Demonax himalayanus ingår i släktet Demonax och familjen långhorningar.
Artens utbredningsområde är Nepal. Inga underarter finns listade i Catalogue of Life.